# 昵懇衆
昵懇衆（じっこんしゅう）とは、将軍の参内に際して、将軍に扈従した公家もしくはその家を指す用語。昵近衆（じっきんしゅう）、昵懇公家衆（じっこんくげしゅう）、昵近公家衆（じっきんくげしゅう）とも呼ばれる。

## 概要
鎌倉時代に飛鳥井家、阿野家、持明院一条家、冷泉家、姉小路家などが京都から関東の相模に下向し鎌倉将軍家に伺候していたが、幕府が京都に開かれ
室町幕府の3代将軍である足利義満が太政大臣となって公家社会内部に家司・家礼を編成するようになり、それが譜代化して6代将軍・足利義教の頃に確立された。室町幕府の時は烏丸家・日野家・広橋家・飛鳥井家・勧修寺家・上冷泉家・高倉家・正親町三条家の8家が該当し、白川家と阿野家も1代限りでこの扱いを受けた記録がある。彼らは室町第（花の御所）に出仕して、将軍の外出に供奉したり、武家伝奏の補佐（執奏申次）を行ったりして、朝廷と幕府が深く結びついた室町幕府を支える実務官僚としての要素もあった。室町幕府の昵懇衆は15代将軍・足利義昭の時代まで確認できるものの、幕府に代わって政権を担った織田信長・豊臣秀吉は昵懇衆にあたるものを編成しなかった。
徳川家康が江戸幕府の初代将軍に任じられると、室町幕府の昵懇衆だった家の人々を中心にその参内に扈従し、再び昵懇衆が形成されるようになる。ただし、正親町三条家が外れて山科家や土御門家が加えられるなどの変動があり、3代将軍徳川家光の時代（寛永年間）には烏丸家・日野家・広橋家・飛鳥井家・勧修寺家・上冷泉家・高倉家・山科家・土御門家・四条家・六条家・舟橋家・柳原家・三条西家の14家をもって構成され、寛文年間までに橋本家・堀河家・梅園家が追加されて17家となり、「昵懇衆十七家」と称された。
家康の時代には将軍の参内時に御所の門前で将軍を出迎えて御所内をお伴して見送りまでを行ったり、事前に参内時に必要な礼儀作法や知識教養の伝授したりした他、江戸城や駿府城に出向いて将軍や大御所に年始の挨拶を行うなどの奉仕を行っていた。ところが、寛永年間以降幕末まで将軍の上洛が無くなると、昵懇衆は将軍や将軍家の祝事不幸の際に書状や経典などを贈ったり、上洛してきた将軍からの使者を接待したりなどの役割を果たしているが、江戸幕府との直接的な接触は武家伝奏に一本化されたことにより、次第に形式的なものになっていった。